# 弗利讷莱莫尔塔涅
弗利讷莱莫尔塔涅（法語：Flines-lès-Mortagne，法語發音：[flin lɛ mɔʁtaɲ]，意为“莫尔塔涅附近的弗利讷”）是法国上法兰西大区北部省的一个市镇，位于该省东部，属于瓦朗谢讷区。

## 地理
弗利讷莱莫尔塔涅（50°30'25"N, 3°27'59"E）面积14.45 平方千米，位于法国上法蘭西大區北部省，该省份为法国最北部的省份及最长的省份，西北濒北海，西接加来海峡省，南至埃纳省和索姆省，东与比利时接壤。
与弗利讷莱莫尔塔涅接壤的市镇（或旧市镇、城区）包括：布吕耶圣阿芒、拉拜堡、埃尔尼、北部省莫尔塔涅、佩尔韦、布吕讷欧、昂图万。
弗利讷莱莫尔塔涅的时区为UTC+01:00、UTC+02:00（夏令时）。

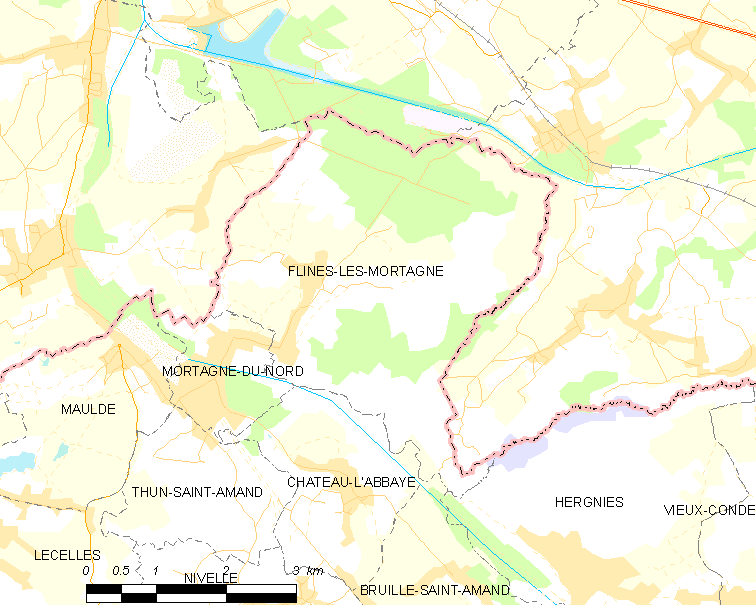
弗利讷莱莫尔塔涅的OSM定位图

## 行政
弗利讷莱莫尔塔涅的邮政编码为59158，INSEE市镇编码为59238。

## 政治
弗利讷莱莫尔塔涅所属的省级选区为圣阿芒莱索县。

## 人口

1962-2008年间弗利讷莱莫尔塔涅人口变化图示

弗利讷莱莫尔塔涅于2022年1月1日时的人口数量为1667人。